# Ритуалы почитания в буддизме
Почитание, центральная практика в буддизме, подразумевает выполнение религиозных обрядов, направленных на священный объект или на человека. На санскрите или пали обозначается как пема, саддха, гарава или пуджа. Центральное место в буддийском почитании занимает практика буддхануссати, памятование о вдохновляющих качествах Будды. Ещё в раннем буддизме буддхануссати была важным аспектом практики, но в с возникновением буддизма Махаяны её значение существенно возросло. В частности, в буддизме Чистой Земли появилось много форм почитания, направленных на памятование и соединение с небесными буддами, особенно с Амитабхой.
Большинство буддистов используют ритуал для достижения своих духовных устремлений. Наиболее распространено почитание в форме получения благословления, накопления заслуг, принятия обетов, совершения простираний, выполнения даны, повторения традиционных текстов и паломничества. Кроме того, в разных буддийских традициях визуализации, памятования и мантры, используемые в медитации для посвящения себя Будде или учителю также можно рассматривать как форму почитания.
Буддийские практики почитания могут выполняться дома или в храме, где имеются изображения будд, бодхисаттв и просветлённых учеников. Почитание практикуется более интенсивно во время упосатхи и праздников, которые различаются в зависимости от региона и традиции.

## Определение

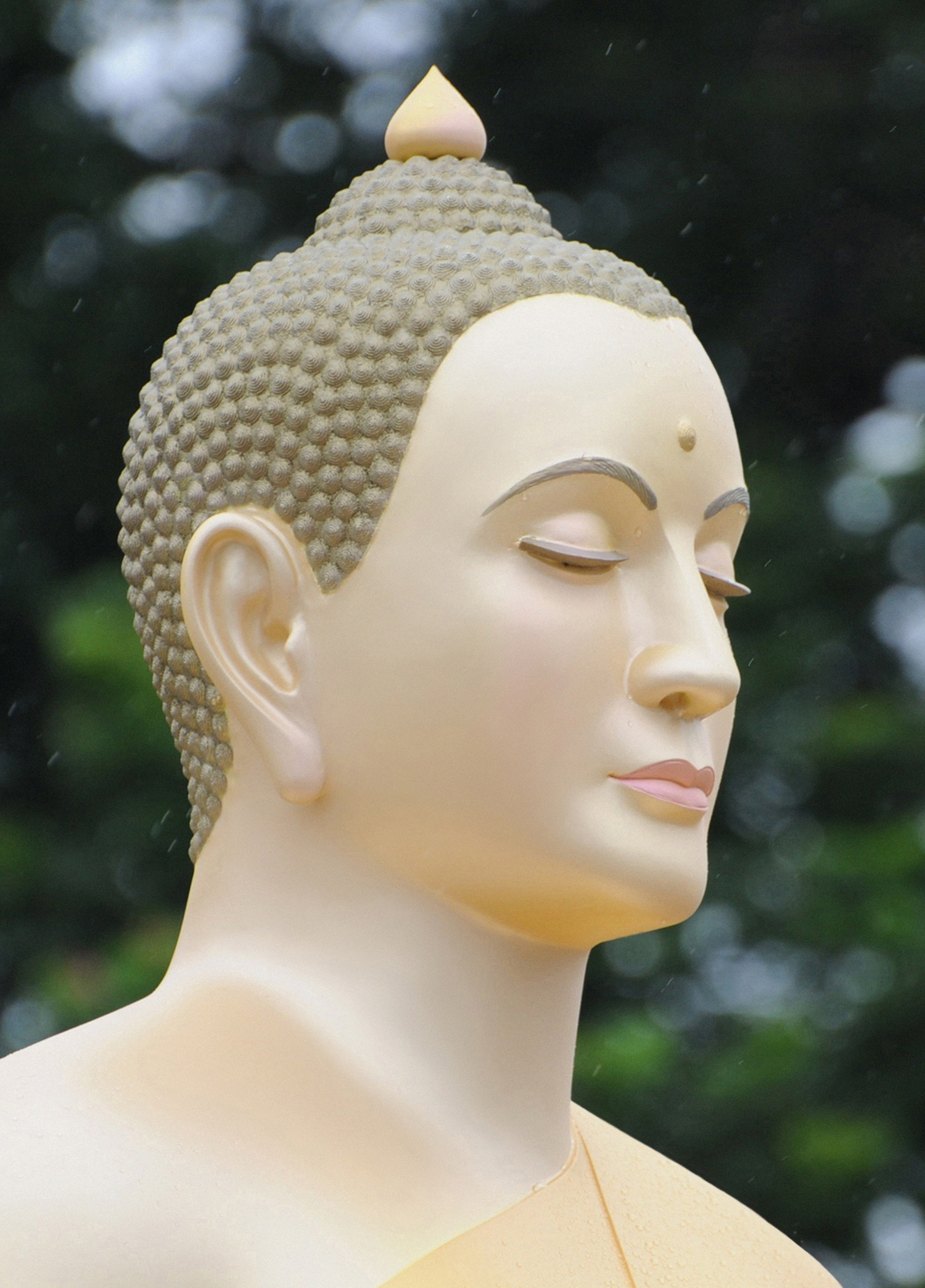
Голова Будды

Шри-ланкийский учёный Индумати Карунаратна определяет термин «почитание» в контексте буддизма как «факт или качество посвящения себя религиозному отправлению культа или торжественное обращение к объекту или человеку». В палийском языке ему соответствуют такие термины, как пема (привязанность), саддха (вера), пасада (безмятежная уверенность), бхакти (вера) и гарава (уважение). Пема часто используется для обозначения первичной привязанности, которую ученик испытывает к своему духовному учителю; саддха — более глубокое чувство, хотя всё ещё считается начальным шагом на духовном пути. Саддха и гарава могут вдохновить мирянина стать монахом, в то время как саддха и пема могут помочь последователю обрести хорошее перерождение. Бхакти в раннем буддизме имеет значение «верной приверженности [буддийской] религии», но в более поздних текстах этот термин имеет значение продвинутой формы поклонения.
Помимо этого, термин пуджа используют для выражения «уважения, почитания и преданного внимания». Слово пуджа происходит от ведического корня pūj-, означающего «почитать, уважать». Согласно исследованиям в Палийском каноне это слово ещё не имело значения ритуального подношения. Термин pūjā уходит корнями в дравидийскую культуру, где он использовался для обозначения ритуала или ритуального элемента и эти коннотации могли позднее оказать влияние на буддизм. По другим данным корень pūj- имел ритуальное значение начиная с периода раннего буддизма.
В традиционных текстах религиозные действия не считаются частью самого пути к просветлению, но рассматриваются как способ подготовки к развитию на этом пути. Почитание выражается телом, речью и умом. Оно считается формой пожертвования, совершаемого как ради собственной пользы, так и для других. Во многих буддийских сообществах религиозные практики используются ради получения жизненных благ (исцеления, изгнания злых духов), для создания хорошей кармы (накопление заслуг для благого перерождения) и достижения ниббаны.

## История
В раннем буддизме было распространено памятование качеств Будды, известное как буддхануссати . В период возникновения буддизма Махаяны в буддийских общинах усилилось чувство утраты, связанное с кончиной Будды, и появилось желание снова встретиться с ним. Эти факторы привели к возникновению форм буддизма, основанных на вере, таких как буддизм Чистой Земли, в которых практика буддхануссати включала небесных будд, например, Будду Амитабху. Почитание стало обычным явлением, появились новые методы памятования качеств и великолепия небесных будд, например, визуализация и песнопения.
В буддизме наиболее часто совершается почитание Тройной драгоценности, то есть Будды, его учения (санскр. Dharma, пали Dhamma) и общины (санскр. Saṃgha, пали Saṇgha). Однако в буддизме Махаяны и Ваджраяны возможно поклонение различным божествам, но обычно их ставят на подчинённый уровень, располагая Будду на вершине духовной иерархии. В некоторых странах на религиозную жизнь существенное влияние оказало добуддийское поклонение местным божествам и духам.
В наше время практика почитания изменилась во многих отношениях. Семидневная рабочая неделя не всегда позволяет соблюдать упосатху, а песнопения и другие практики были сокращены или стандартизированы для адаптации к современному обществу. Товары, используемые для разных обрядов почитания, стали предметом коммерции. Тем не менее, практики почитания продолжают существовать и развиваться. Сегодня большинство буддистов используют ритуал для удовлетворения своих духовных устремлений.

## Символы

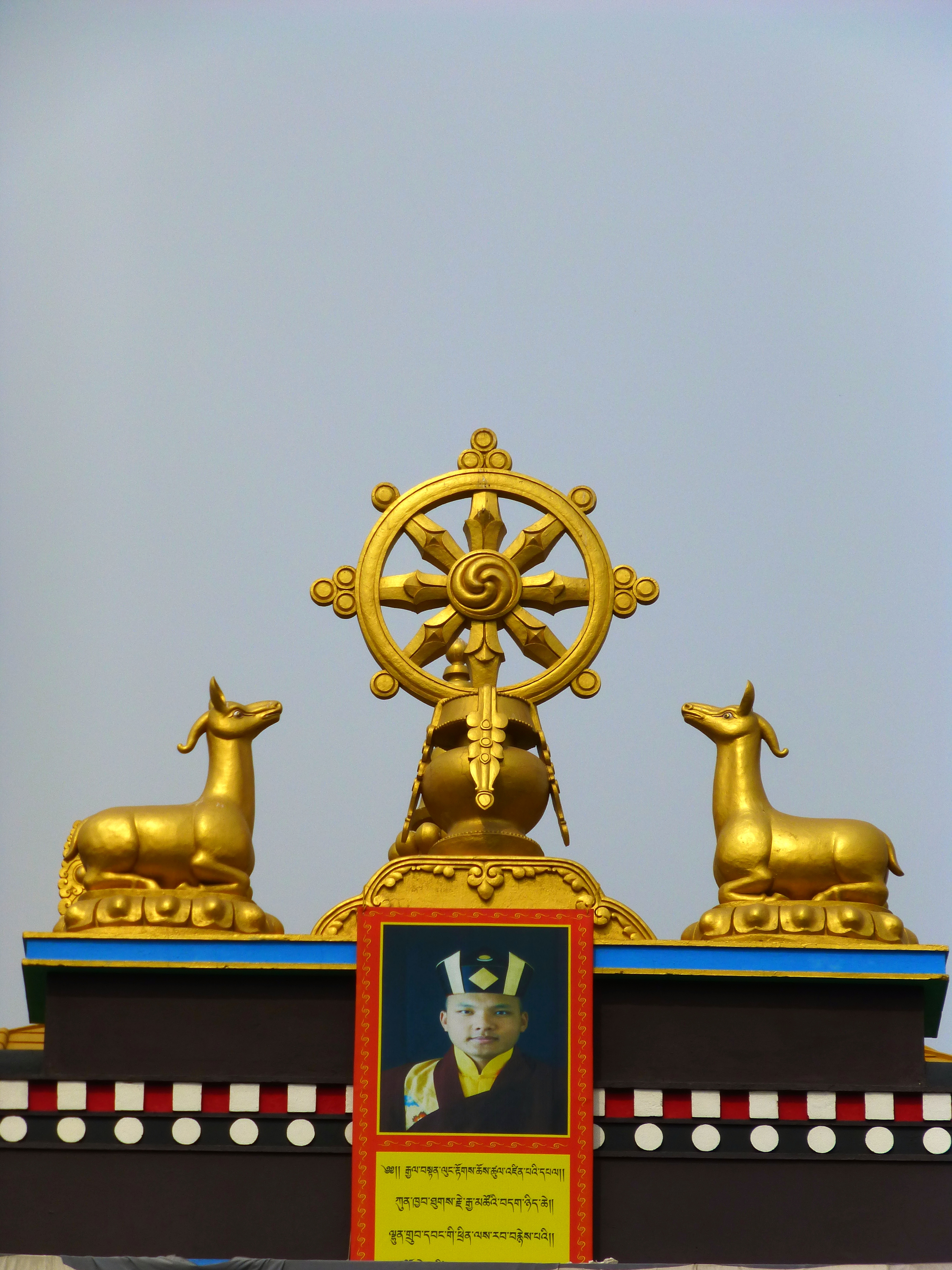
Символы Трёх драгоценностей, включая Колесо Дхаммы, использовались на протяжении всей буддийской истории.

Почитание Трёх дагоценностей в основном обращено к образу Будды. Однако на протяжении всей истории буддизма использовались и другие символы, в том числе цветок лотоса, Дхармачакра, дерево Бодхи и ступа. Иногда выражают почтение следам, которые, как полагают, были оставлены Гаутамой Буддой или предыдущими буддами. В традициях Махаяны и Ваджраяны на алтаре могут присутствовать фотографии учителей.

## Практика
Буддизм считает внутреннее почитание более важным, чем внешний ритуал. Тем не менее, этот обычай занимает важное место в буддизме. Почитание может быть выражено посредством тела, речи и ума. Буддийское почитание относится не только к Будде, но и к учению Будды (санскр. Dharma; пали Dhamma), священным предметам, таким как ступы (полусферические сооружения, содержащие реликвии) или буддийским текстам (санскр. sūtra, пали sutta). Важная идея в буддийской практике преданного почитания заключается в том, что хорошие качества ума можно развивать, общаясь с кем-то или с чем-то, имеющим отношение к высоким духовным достижениям. В бирманском буддизме почитание Будды считается приносящим плоды благодаря духовной силе, присущей его словам или реликвиям, или обретаемым за счёт практики заслугам.
В буддизме Тхеравады церемонии почитания можно разделить на действия, ведущие к накоплению заслуг (совершение добрых дел, например, подношения монахам), направленные на защиту от опасности (например, декламация определённых буддийских текстов) и ритуалы народной религии. В действительности миряне занимаются в основном накоплением заслуг, поэтому получение личной пользы является важной частью буддийской почитания.
В буддизме Махаяны принято объединять несколько религиозных практик в одну трёхчастную или семичастную церемонию. В ходе трёхчастной церемонии практикующие раскаиваются в своих проступках и радуются добрым делам, которые были совершены другими. Затем либо происходит передача заслуг другим существам, либо обращение к буддам с просьбой продолжать учение на благо мира. В семичастную церемонию помимо этих ритуалов также входит дана, выражение почтения и подношение. Следует обращение к буддам с просьбой не покидать мир и не уходить в конечную нирвану. Как трёхчастная, так и семичастная церемонии часто предшествуют сеансу медитации. Также проводят церемонии из 11 частей, которые включают принятие прибежища, пяти обетов и памятование о бодхичитте. Церемонии описаны в нескольких сутрах Махаяны, таких как Аватамсака-сутра и Гандавьюха сутра.

### Благословение

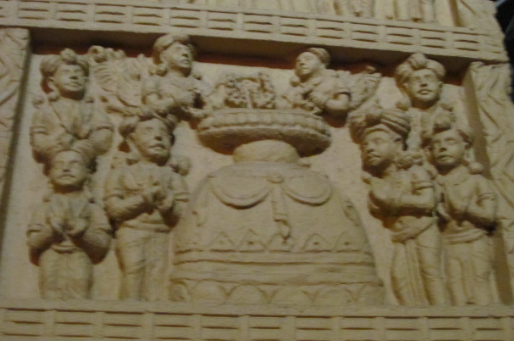
Копия барельефа у ворот Санчи в, на котором изображена сцена поклонения буддийской ступе.

В буддизме церемонии предназначены для того, чтобы получить благословение. Практикующий буддист может совершать обряд почитания, чтобы попросить благословения у Будды или просветлённого существа. Считается, что монахи и монахини также могут передавать духовную силу, давая благословение (санскр. adhiṣṭhāna, пали adhiṭṭhāna) посредством декламации, через священный предмет и т. д. Полагают, что духовная сила монашествующих исходит от их добродетели и линии рукоположения. Выражая веру и преданность Будде или другому возвышенному существу, миряне могут также покаяться, чтобы облегчить последствия плохой кармы или для самосовершенствования.

### Накопление заслуг
Заслуга — это духовная энергия, которая может накапливаться с помощью практики создания заслуг, выполняемой зачастую с людьми, которые, как считается, обладают духовной силой благословлять, подобно монахам. Эта энергия также может быть направлена на выбранную цель путём устремления (санскр. praṇidhāna, пали paṇidhāna). Оно может быть сосредоточено как на мирских целях, например, здоровье, интеллекте, защите от вреда, так и быть более возвышенным — достичь перерождения на небесах, в чистой земле и просветления.
Принято считать, что заслуга может быть передана другим живым существам, чтобы помочь им или божеству, которое, как ожидается, окажет помощь взамен. Наконец, считается, что заслуга может ослабить последствия плохой кармы.

### Простирания

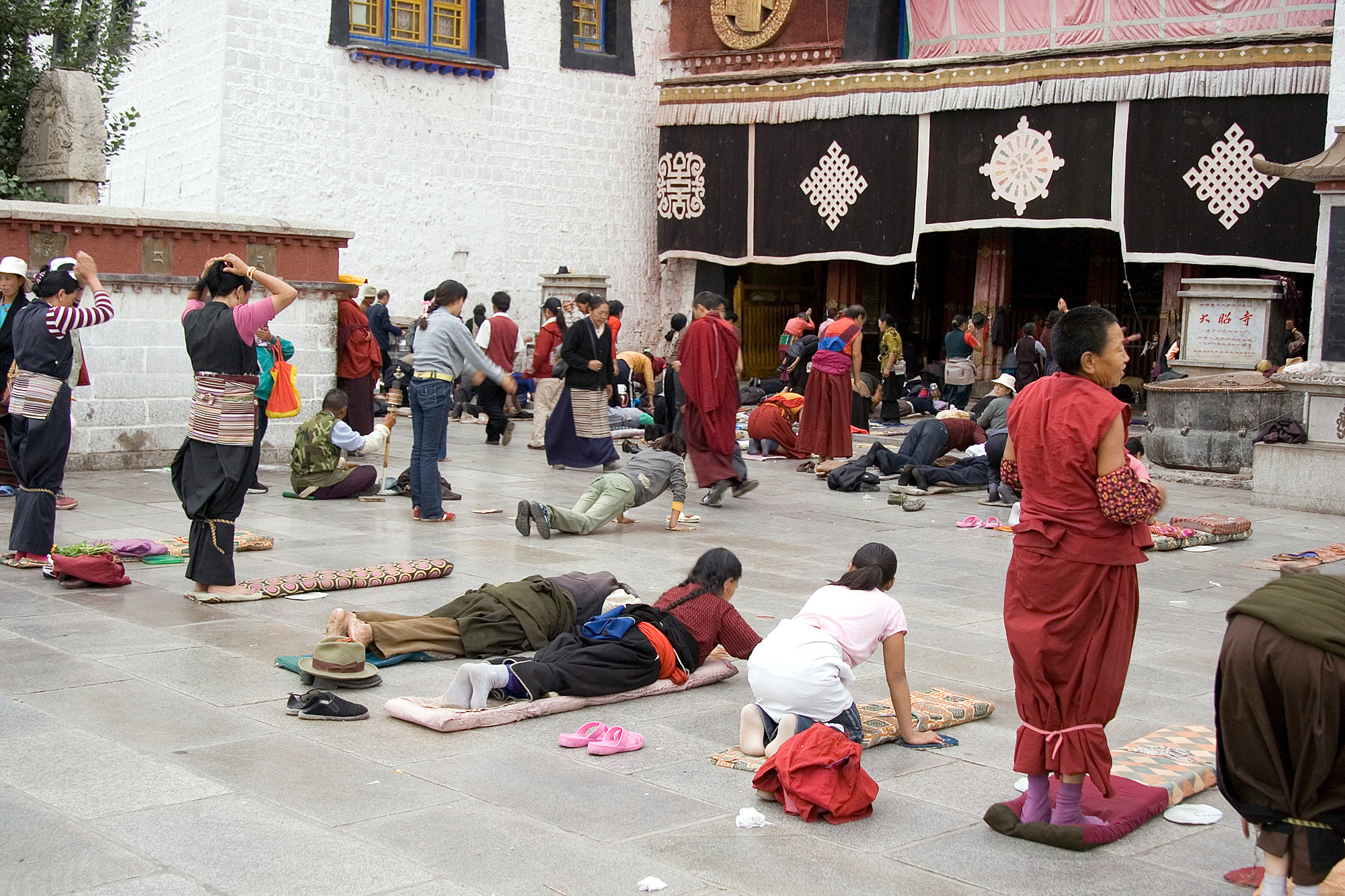
Простирания выполняют как выражение смирения и признание духовного опыта других.

В буддизме простирания совершаются в нескольких ситуациях. Буддисты могут поклоняться образу Гаутамы Будды, а в буддизме Махаяны и другим буддам и бодхисаттвам. Перед бодхисаттвами преклоняются ради их сострадании, способностей и сверхъестественных сил. Помимо этого, миряне могут простираться перед ступой или деревом Бодхи, монахом или духовным наставником. Они также могут поклоняться своим родителям и другим старейшинам. Монахи совершают простирание перед более опытным монахом, а монахини вне зависимости от стажа должны простираться перед всеми монахами.
Простирание является выражением смирения и признания чужих духовных достижений. Обычно оно выполняется три раза, чтобы отдать дань уважения Будде, Дхарме и сангхе . Простирание совершают, удерживая руки перед грудью и прикасаясь сведёнными вместе ладонями к различным частям верхней части тела, чтобы выразить уважение тремя вратами действия или указать на духовное осознание истины Буддой телом, речью и умом. После этого человек либо касается локтями и головой земли, либо полностью вытягивается на земле. Помимо такой тройной формы, простирания могут также выполняться непрерывно в качестве покаяния или как часть ритуала кругового обхода ступы или другого святого места. Иногда паломники преодолевают свой путь полностью или частично посредством простираний.
На более базовом уровне уважение может выражаться жестом анджали (IAST: añjali) — соединенные ладонями руки прижимают к груди и поднимают к голове или подбородку, в зависимости от положения и уровня уважения, которым обладает другой человек.

### Подношение

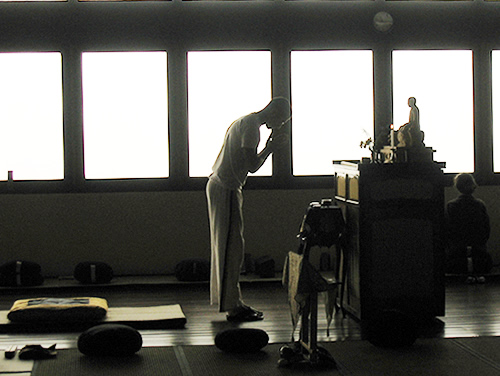
Буддийское подношение благовония статуе Будды.

Другая важная практика это подношение (IAST: pūjā) образу Будды или другому артефакту из уважения и смирения. Оно часто сочетается с декламацией. Буддисты подносят цветы как символ роста, благовония, чтобы напомнить себе о «запахе святости» Будды, свечи и зажжённые лампы, которые символизируют рассеивание тьмы невежества. В буддизме Махаяны часто преподносят набор из семи предметов, из которых первые два подношения символизируют гостеприимство, а остальные — пять чувств. Такое подношение свидетельствует об уважении всем своим существом, представленным пятью скандхами. Когда подношение совершается в храме, миряне обычно снимают обувь, омывают подносимый предмет, приближаются к образу или ступе, сложив руки в анджали, совершают подношение и простирание.
Подношение цветов и других предметов и уход за святилищем являются не только данью уважения, но и средством изменить атмосферу мирянина, в доме которого присутствует Будда.
Подношения, совершаемые монашеской общине, также считаются формой почитания. Иногда пищу сначала подносят изображению Будды, после чего передают монахам на завтрак или обед.

### Декламация

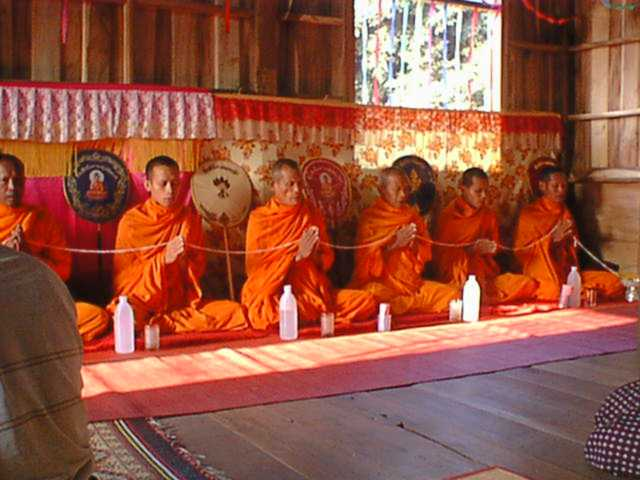
Чтение традиционных текстов поощряется во многих буддийских традициях

Чтение традиционных текстов служит мотивирующим стимулом во многих буддийских традициях. Основной и самой важной формой является троекратное принятие прибежища в Трёх драгоценностях. Кроме того, декламируют ануссати или памятование и пять обетов. Широко распространены защитные песнопения (пали paritta), среди которых наиболее известной является Метта сутта. Одни песнопения используются для защиты от конкретных опасностей, например, для облегчения родов, или для особых случаев, таких как свадьбы, другие имеют более широкое предназначение. Считается, что они влияют только на жизнь практикующего, который читает их с умом, наполненным верой. Также полагают, что они приносят пользу психическому здоровью и благополучию и являются формой мысленной практики любящей доброты. Более того, считается, что они ускоряют созревание плодов хорошей кармы, нравятся дэвам (божествам) и являются выражением истинности учений Будды.
В махаянском буддизме также используются мантры и дхарани, которые включают Сутру сердца и мантру Ом мани падме хум. Дхарани часто представляют собой краткое изложение учений, которые действуют как мнемонические подсказки. Помимо этого, есть воспевание Амитабхи в буддизме Чистой Земли, воспевание Лотосовой сутры в школе Нитирэн и воспевание бодхисаттвы Авалокитешвары в восточноазиатском и тибетском буддизме Махаяны. В Нитирэн Лотосовую сутру почитают посредством семислоговой мантры, которая выгравирована на гохонзоне. В Нитирэн почитание сфокусировано на этом объекте веры и повторение мантры в честь Лотосовой сутры считается очень полезным для практикующего. В тибетском буддизме и других формах буддизма Махаяны к Авалокитешваре взывают через повторение мантры Ом мани падме хум, которое выполняется с помощью молитвенных колес, нанесения мантры на молитвенные флаги, камни и другие предметы. Но песнопение является не единственной формой использования мантр: мантры и буддийские тексты в виде крошечных свитков хранят в утвари, амулетах, их даже наносят в виде татуировкок.
Декламация буддийских текстов является наиболее распространённой практикой совершенствования ума для мирян. Считается, что она помогает преодолеть препятствия и отрицательные эмоции в уме и развивать положительные. Буддийские песнопения отражают хорошие духовные качества Трёх прибежищ или просветлённого учителя и стремление к духовному совершенству. Кроме того, повторение текстов считается способом материализовать целительную силу буддийского учения в мире, а также принести пользу и защитить людей и всех живых существ. В раннем буддизме декламация была главным способом запоминания религиозных текстов, которые ещё не были записаны и передавались устно. Позже, несмотря широкое распространение письма, чтение вслух продолжилось для выражения приверженности и передачи учения на память. Некоторые элементы декламации в буддизме, такие как монотонный стиль, все ещё указывают на его изначальную мнемоническую природу.
Хотя тексты декламируют в основном на древних ритуальных языках, таких как санскрит или пали, существует практика песнопения переводов на местные языки. Стандартная палийская декламация начинается с фразы Намо тасса…, которая часто служит введением в церемонию. Во многих буддийских традициях во время песнопений используют четки. В некоторых традициях бусинки являются не только инструментом для подсчёта повторений, но и символом буддийской веры. В Буддизме Чистой Земли они напоминают о величии Будды Амитабхи и наших ограниченных способностях по сравнению с ним.
Помимо декламации в некоторых традициях в честь Тройной драгоценности совершают музыкальные подношения в виде традиционных мелодий в исполнении музыкантов или просто ритуальной музыки, сопровождающей пение. Декламация текстов не всегда происходит в форме ритуального пения: в Тибете иногда приглашают монахов для чтения буддийских текстов, которое может продолжаться целыми днями. Поклонение также может выражаться в высоком стиле повседневной речи, например, в разговоре об изображении Будды в некоторых языках Юго-Восточной Азии.

### Медитация

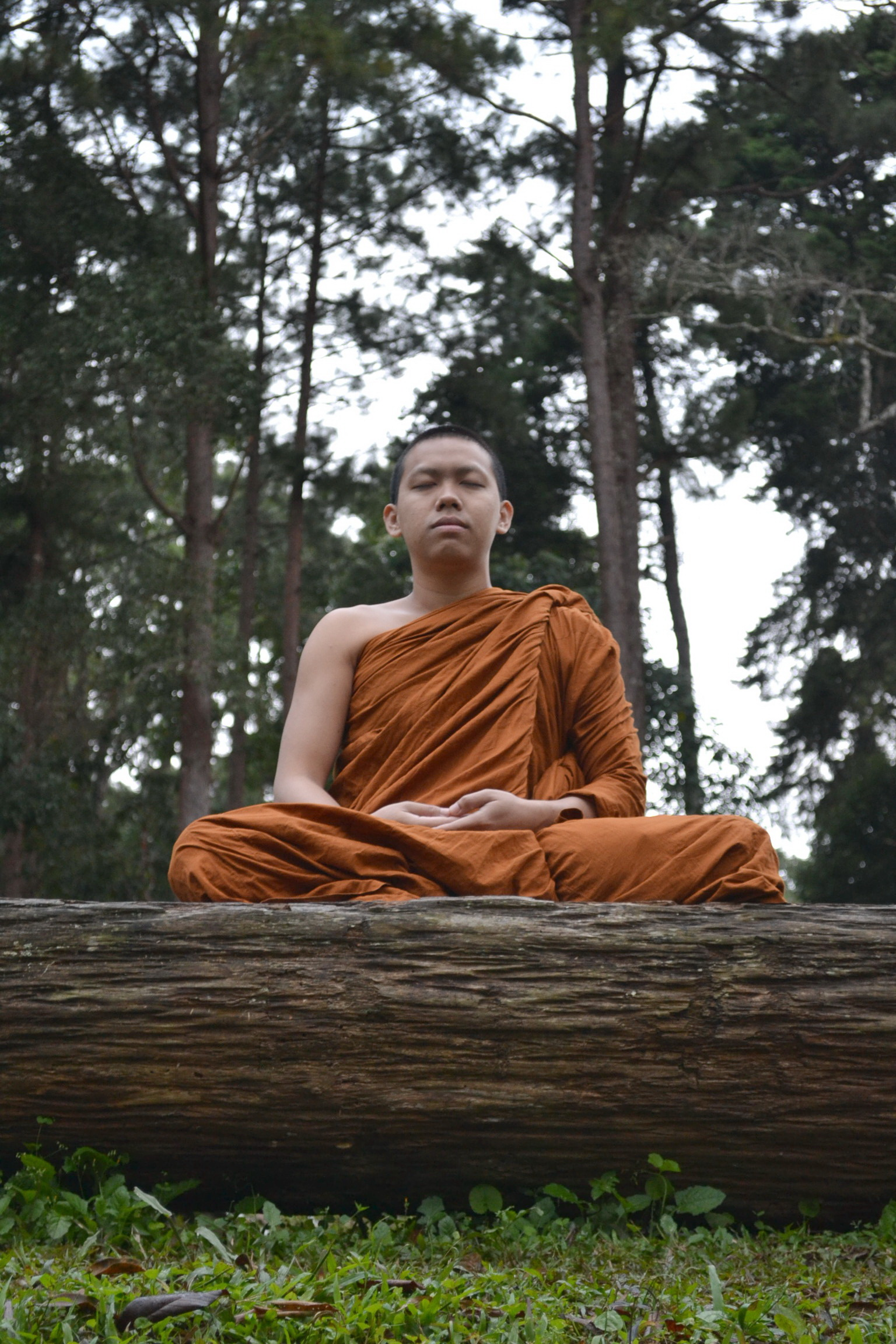
Во многих буддийских традициях вере отводится важная роль в процессе подготовки к практике медитации.

Во многих буддийских традициях вере отводится важная роль в процессе подготовки к практике медитации. Вера часто упоминается наряду с нравственной дисциплиной, как необходимый фактор, чтобы улучшить свою осознанность и настрой. Эта осознанность и настрой помогут практикующим продвигаться в практике медитации, достигая кульминации в мудрости и понимании.
В частности, в руководстве по медитации Тхеравады, которое называется Висуддхимагга, выделяется несколько типов личности, одним из которых является тип с преобладанием веры. Каждый тип личности требует своего подхода в практике медитации. Люди с сильной верой имеют некоторое сходство с типом личности, у которого преобладает страсть, но отличаются тем, что цепляются за полезное и благоприятное. Для этого типа рекомендуется несколько ануссати, что означает «памятование». Примерами являются памятования о качествах Тройной драгоценности, о пользе нравственной дисциплины или даны или размышление о хороших качествах дэвы. В таких текстах, как Висуддхимагга, поклонение Тройной драгоценности превратилось в несколько форм медитации: буддхануссати, дхамманусати и сангханусати, соответственно. В этих памятованиях практикующие размышляют об свойствах Тройной драгоценности, следуя стандартным формулам, которые встречаются в Типитаке во многих местах. Считается, что памятование приводит практикующего к радости, внутреннему покою и концентрации. Иногда практикующие интернализируют образ Будды для медитации.
В буддизме Махаяны, особенно в буддизме Чистой Земли, можно найти медитации, основанные на вере: например, пять памятований о добродетелях Будды Амитабхи. Первые три представляют тело, речь и ум: практикующие чтят Будду Амитабху посредством физических действий, например, простираний; через речь, воспевая его; и умственно, решив переродиться с ним в Чистой Земле. Четвёртое памятование представляет собой серию визуализаций, в которых практикующие представляют Будду Амитабху, Чистую Землю и себя, переродившимися в Чистой Земле. Пятое памятование — это практика умелых средств, чтобы помочь другим также достичь перерождения в Чистой Земле. Помимо этих визуализаций, возможно медитативное пение в честь Будды Амитабхи, про себя в уме или в ритме дыхания. Медитации на Чистой Земле также практиковались в тибетском буддизме. Хотя там Будде Амитабхе уделялось меньше внимания, некоторые мастера Ньингма обучают визуализациям Амитабхи. Кроме того, в традиции Кагью преподают технику, которая, как полагают, помогает перейти в Чистую Землю момент смерти — пхову.

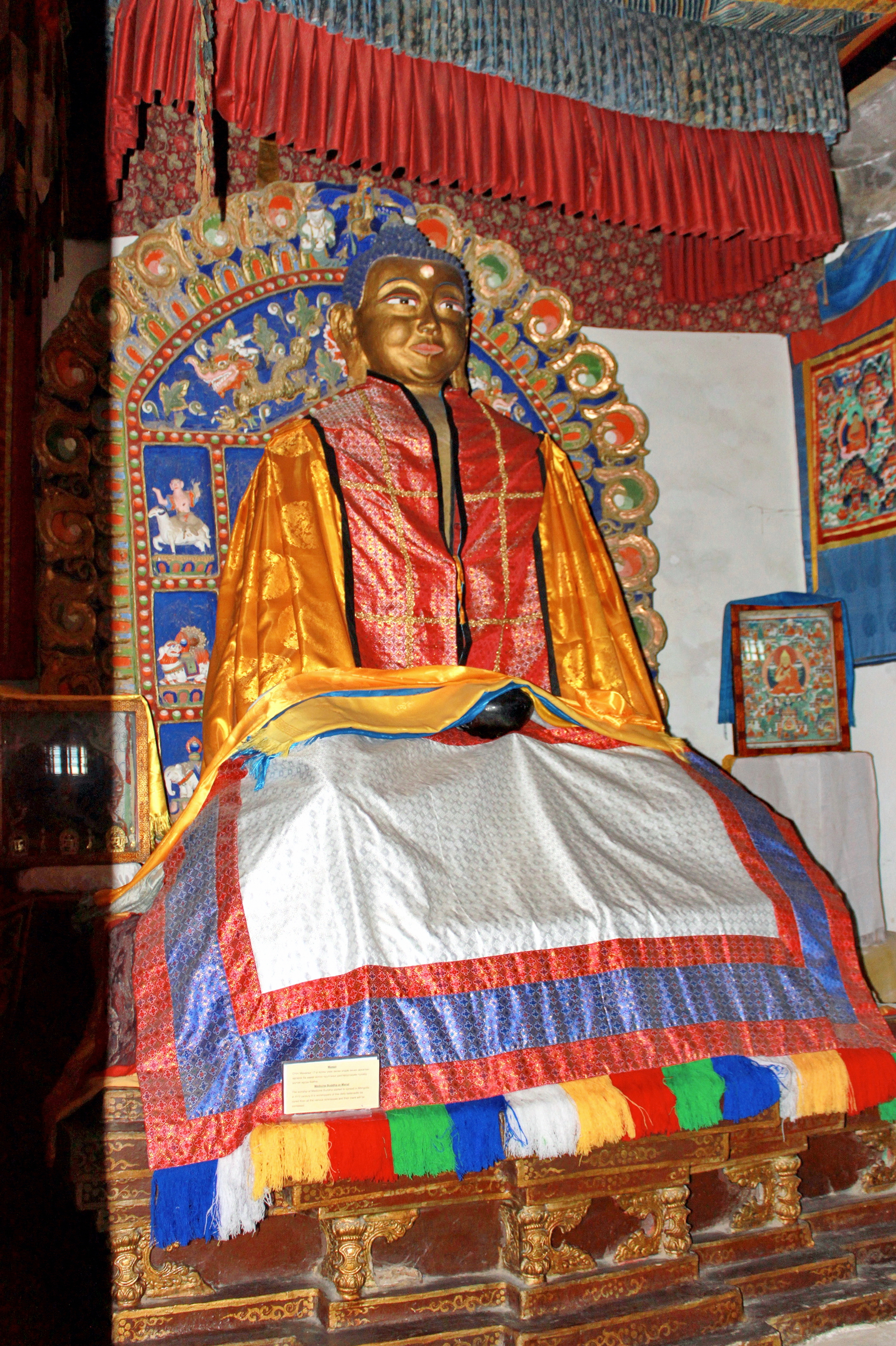
Будда Амитабха

В тантрическом буддизме, например, тибетском, корейском и японском, также существуют медитации, нацеленные на визуализацию. Эти практики отличаются от визуализаций Чистой Земли тем, что в этом процессе, помимо Будды, очень важную роль играет учитель (гуру), вплоть до существования медитации, направленной непосредственно на гуру . Практикующие часто находят прибежище в своем духовном учителе, который символизирует Тройную драгоценность. Кроме того, прибежищем может служить йидам, термин, который буддолог Питер Харви переводит как «божество-хранитетель». Это может быть Будда, бодхисаттва или божество. Сосредоточившись на образцовых аспектах визуализируемого учителя человек развивает веру в практику. Кроме того, практикующий должен пройти ритуал посвящения, в котором гуру передаёт знания о конкретном йидаме, мантру, практику визуализации, а иногда ритуальные жесты, подходящие для данного божества. В отличие от визуализаций Чистой Земли, возможна медитация на множество разных божеств. Считается, что мантра выражает природу йидама, а жесты формируют соответствующее состояние ума. Более того, подразумевается, что техники визуализации и слоги мантр на самом деле пробуждают призываемое божество и воплощают его в практикующем. Считается, что, посредством таких действий йидам направит верующего так, чтобы он смог преобразовать свои недостатки, например, гнев, в «параллельный вид мудрости». Включая йидам в свое существо, верующий активно подражает действиям, связанным с этим йидамом, и это, как полагают, ускоряет достижение природы будды. Существует несколько других форм тантрической медитации почитания, в том числе визуализация линии преемственности и простирания в её честь, а также представление учителя как будды.
В Сингоне часто практикуется медитация визуализации под названием аджикан . В этой практике, совершаемой как монахами, так и мирянами, верующие приглашают Будду Вайрочану посетить медитацию и визуализируют букву А как мистический символ пустоты и источника всего существования.
Почитание можно также выразить посредством медитации при ходьбе, как принято в Тхераваде и буддизме Чистой Земли. Верующие последней традиции способны непрерывно практиковать медитацию при ходьбе в течение девяноста дней подряд. Они ходят вокруг образа Будды Амитабхи, визуализируя его и повторяя его имя, прерываясь только для естественных отправлений. Практика была впервые предложена китайским писателем Шаньдао.

### Паломничество

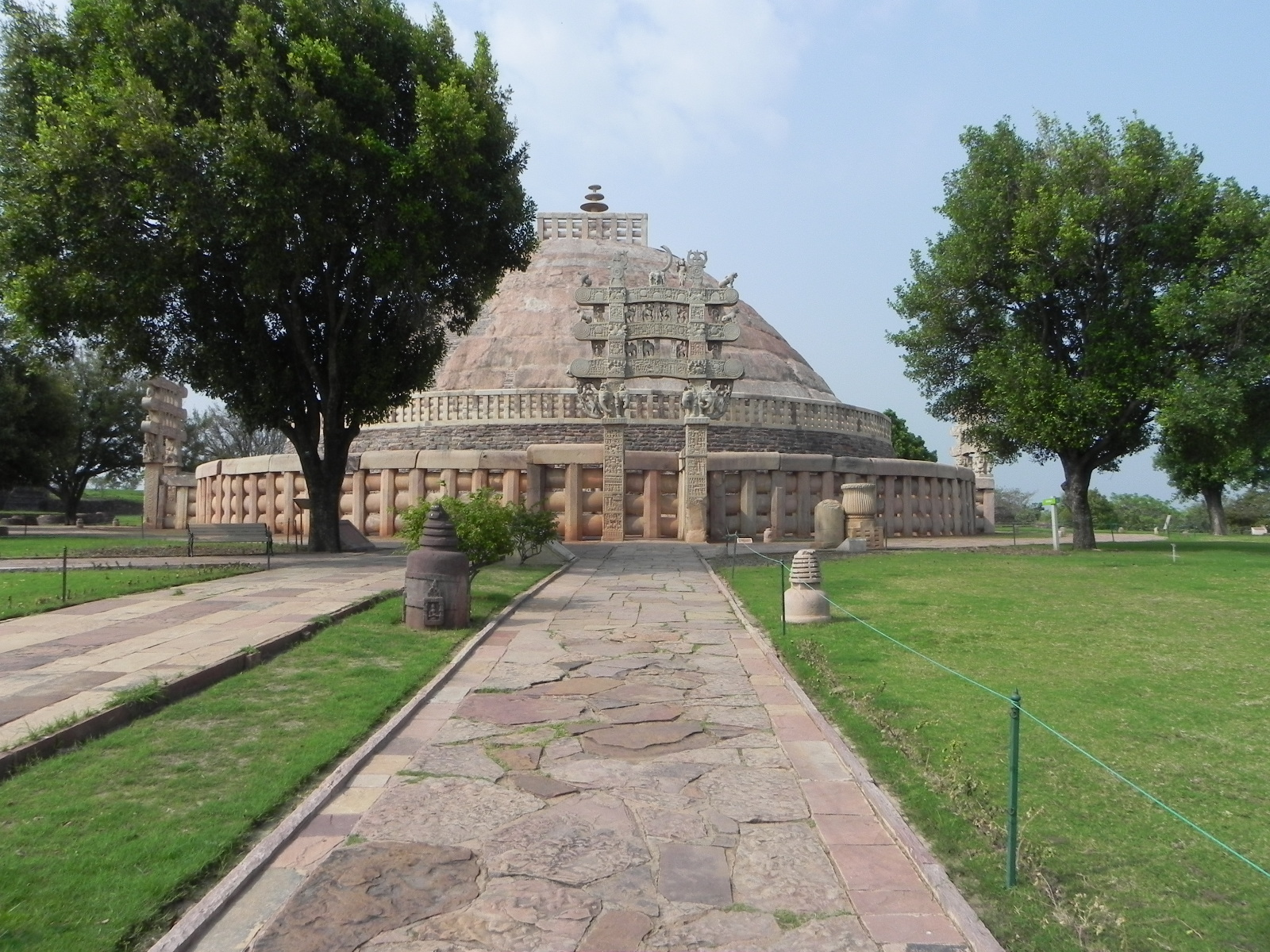
Ступа в Санчи, традиционное место паломничества в Индии.

Учёные называют паломничество вершиной всех религиозных практик в буддизме. Согласно ранним текстам (ДН 16), его сторонником выступал сам Будда. Он предлагал почтить посещением четыре места, то есть место, где он родился, впервые достиг просветления (Бодх-Гая), дал свое первое формальное учение, и, наконец, достиг париниббаны. Чтобы развеять любые сомнения относительно пользы от такого паломничества, Будда заявляет, что он заранее принимает все дары, преподносимые четиям или ступам и священным местам. Поэтому такие пожертвования и паломничество считаются такими же плодотворными после паринирваны, как и при жизни Будды. В древние времена в эти четыре места в Индии было распространено паломничество, которое снова снова обрело популярность в гораздо большем масштабе. Среди перечисленных Буддой четырёх мест паломничества Бодх-Гая многими признается наиболее важным. Считается, что здесь Будда осознал истину, лежащую в основе его учения.

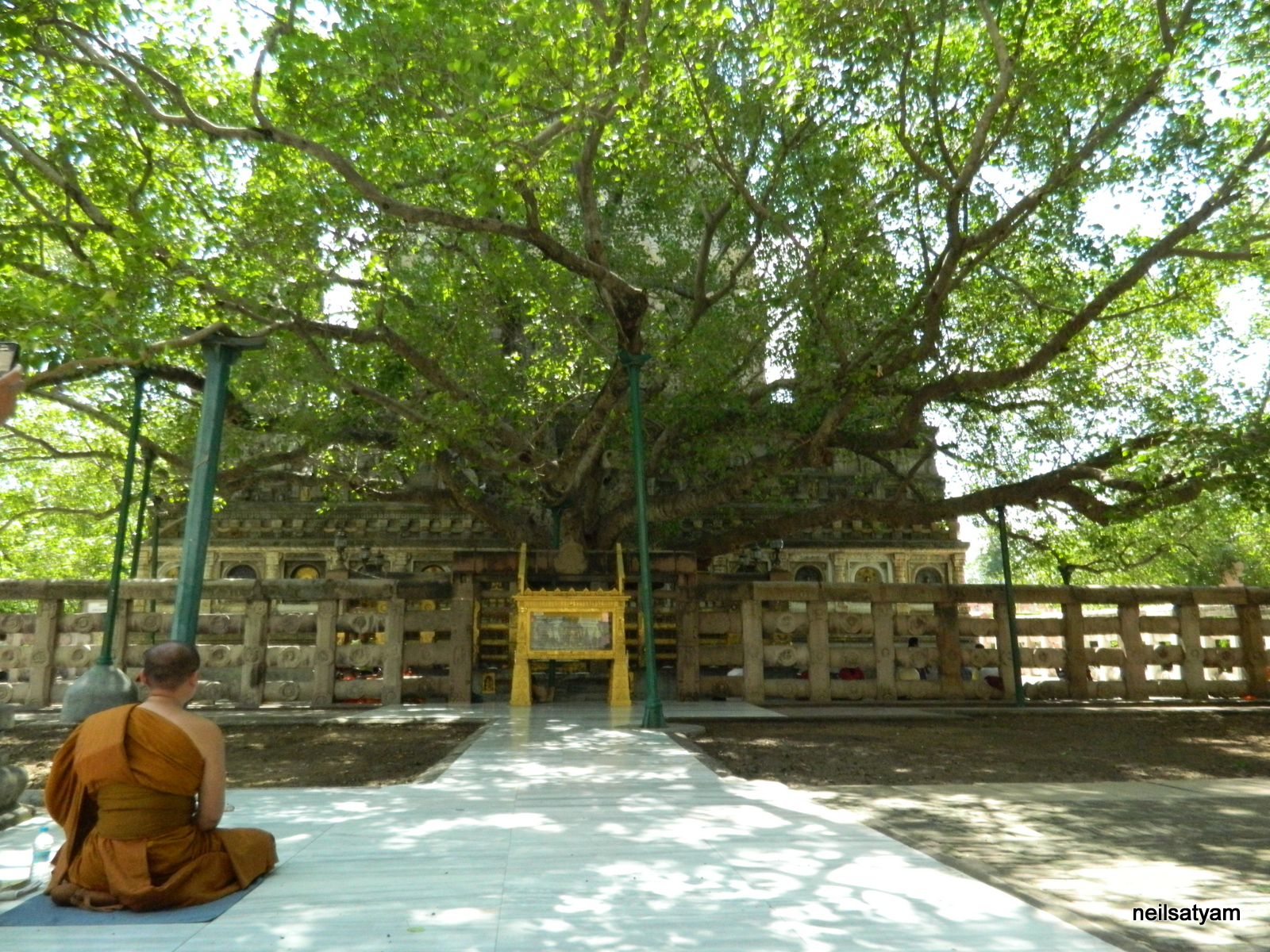
Согласно Палийскому канону, сам Будда советовал совершить паломничество в то место, где он достиг просветления, то есть в Бодх-Гайю.

Позже, особенно в других странах, откуда было трудно добираться к первичным святым местам, стали появляться собственные объекты паломничества. В традиционных буддийских странах, таких как Шри-Ланка, Мьянма и Тибет, совершают паломничества к деревьям Бодхи и древним реликвиям. В XI веке в Японии была разработана институциональная система под названием Cюгендо, в которой различные части японской географии стали рассматриваться как символы буддийского учения или как обозначение определённых бодхисаттв или важных исторических лиц в японском буддизме. В этих местах были основаны монастыри, в которых хранились святыни. Для почитания этих мест, были составлены многочисленные паломнические маршруты. В тибетском буддизме было написано много путеводителей с практическими инструкциями для паломника и описанием мистических видений, встретившихся в пути. Буддисты могут отправиться в паломничество по нескольким причинам: обрести заслуги, напомнить себе о жизни Будды, наполнить себя духовной силой мест паломничества и его артефактов, выполнить обещание, данное бодхисатве в обмен на его милость, получить защиту дэвов, охраняющих места паломничества или принести гармонию в свою семью. Кроме того, паломники по желанию могут передать накопленные паломничеством заслуги своим умершим родственникам или гуру. Но часто паломничество совершается просто для того, чтобы насладиться природой или культурой, избежать городской жизни или испытать ностальгию по прошлому. Подобно паломничеству в любой другой религии, такое предприятие даёт верующему возможность удалиться из своего повседневного окружения и сменить социально-экономическое положение, став частью другого типа сообщества, для которого характерен новый неоднозначный статус.
В некоторых буддийских странах паломничество должно совершаться пешком. Иногда в процессе выполняются аскетические или религиозные практики, такие как принятие холодной ванны или преодоление пути посредством простираний. Паломничество может совершаться в определённые периоды времени, например, в соответствии в двенадцатилетним циклом (в тибетском буддизме). Кроме того, в наше время буддийское паломничество может служить протестом против политического режима.
Примерами известных мест паломничества являются Храм зуба Будды в Шри-Ланке, пагода Шведагон в Мьянме, горы Утайшань и Тайшань в Китае и ступа Боднатх в Непале.

### Другие практики
Ещё одной формой религиозного почитания в буддизме служит троекратный обход вокруг изображения Будды или святого места. Традиционно рекомендуется делать это по часовой стрелке, правое плечо должно быть обращено к изображению или к месту и, если возможно, обнажено. Объектом для обхода может служить храм, монастырь, гора или город. Этот обычай также символизирует солнце, движущееся вокруг мифологической горы Меру, и практикуется в группах во время ежегодных праздников, а также на похоронах. Помимо пешего обхода в современных реалиях возможен объезд на автомобиле.
Одной из наиболее противоречивых практик в буддизме является самосожжение. В буддийском учении человеческое тело считается лишённым внутренней самоценности, но обретает её в зависимости от использования. Практика самосожжения основана на идее, согласно которой «отказ от тела» при совершении добрых дел рассматривается как форма героизма. В целом, самосожжение представляет собой нарушение основной буддийской заповеди, запрещающей убийство живого существа.

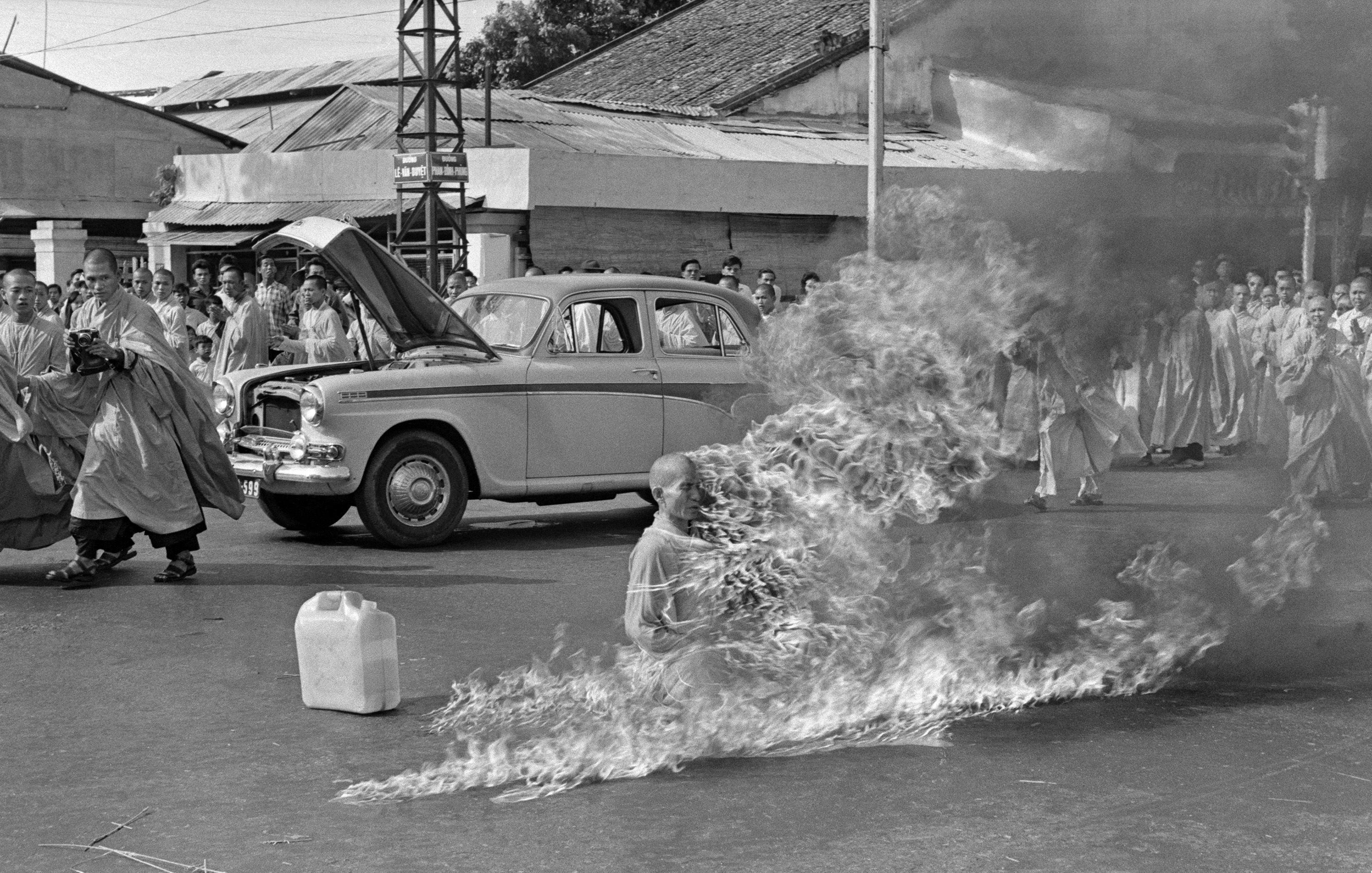
Самосожжение Тхить Куанг Дыка во время буддийского кризиса во Вьетнаме.

Практика получила распространение в Китае с IV по X вв н. э. и в Японии в период Камакура. Впервые она была описана в двадцать третьей главе Лотосовой сутры, в которой бодхисаттва Бхайшайараджа поджёг свое собственное тело, чтобы сделать Будде высшее подношение. Помимо этих индийских корней, самосожжению, возможно, предшествовал местный обычай вызывания дождя. Считая такое действие высшей формой парамиты, верующие сжигали части своего тела, например, руку или палец, в честь сутры или в надежде переродиться в Чистой земле. Полное самосожжение в знак почитания также было очень уважаемой практикой в Китае и проводилось как публичное мероприятие с участием императоров и чиновников.
Во время войны во Вьетнаме буддийские монахи использовали самосожжение как способ выражения политического несогласия. Самосожжение монаха Тхить Куанг Дык в 1963 году получило широкую огласку в международной прессе. Это способствовало тому, что правительство США в конечном итоге отказалось от поддержки президента Нго Динь Зьема, который подавлял буддизм.
Начиная с VIII века н. э. практика самосожжения подвергалась всё большей критике со стороны конфуцианцев, государственных чиновников, а также самих буддийских монахов. В XXI веке эта практика стала крайне редкой. Тем не менее, вплоть до 1990-х и 2000-х годов вьетнамские монахи по-прежнему практиковали самосожжение, а китайские и корейские монахи делали подношения, сжигая свои пальцы.

## Места совершения обряда

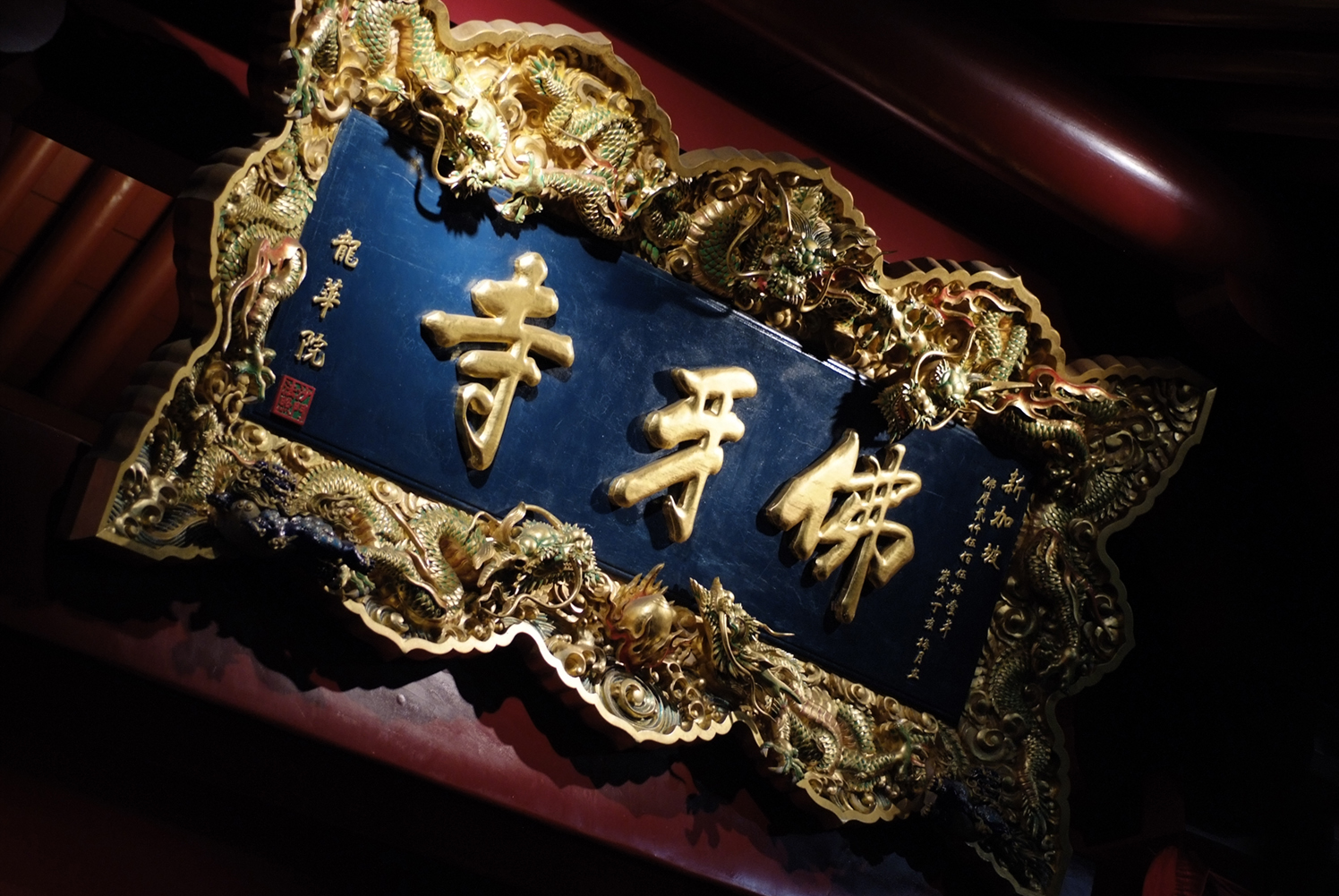
Надпись, украшающая парадный вход в Сингапуре.

Хотя почти все религиозные практики можно совершать в собственном доме, на праздники и упосатху принято посещать местный храм. В главном зале храмов традиций Тхеравада, Дзэн и Чань, как правило, есть только образ Будды Гаутамы иногда в сопровождении близких учеников Шарипутры и Маудгальяяны. В буддийских храмах Махаяны можно найти больше разнообразия, включая небесных будд, бодхисаттв, а иногда и ряд учеников-архатов. В буддийском храме обычно имеется комната для собраний, медитаций или проповедей, может находится ступа с реликвиями или буддийскими текстами или дерево Бодхи. Комната такого типа в храме называется буддхаваса, или «место обитания Будды», тогда как общежития для монахов называются сангхаваса, или «место обитания сангхи». В китайских, японских и корейских храмах часто имеются отдельные комнаты со ступами и реликвиями, помещения с изображениями Будды и учебные залы. В современных храмах Махаяны на Западе структура храма часто упрощается. В храмах Ваджраяны можно найти культовые религиозные картины, называемые танка, а также мандалы, изображающие космологию этой традиции.

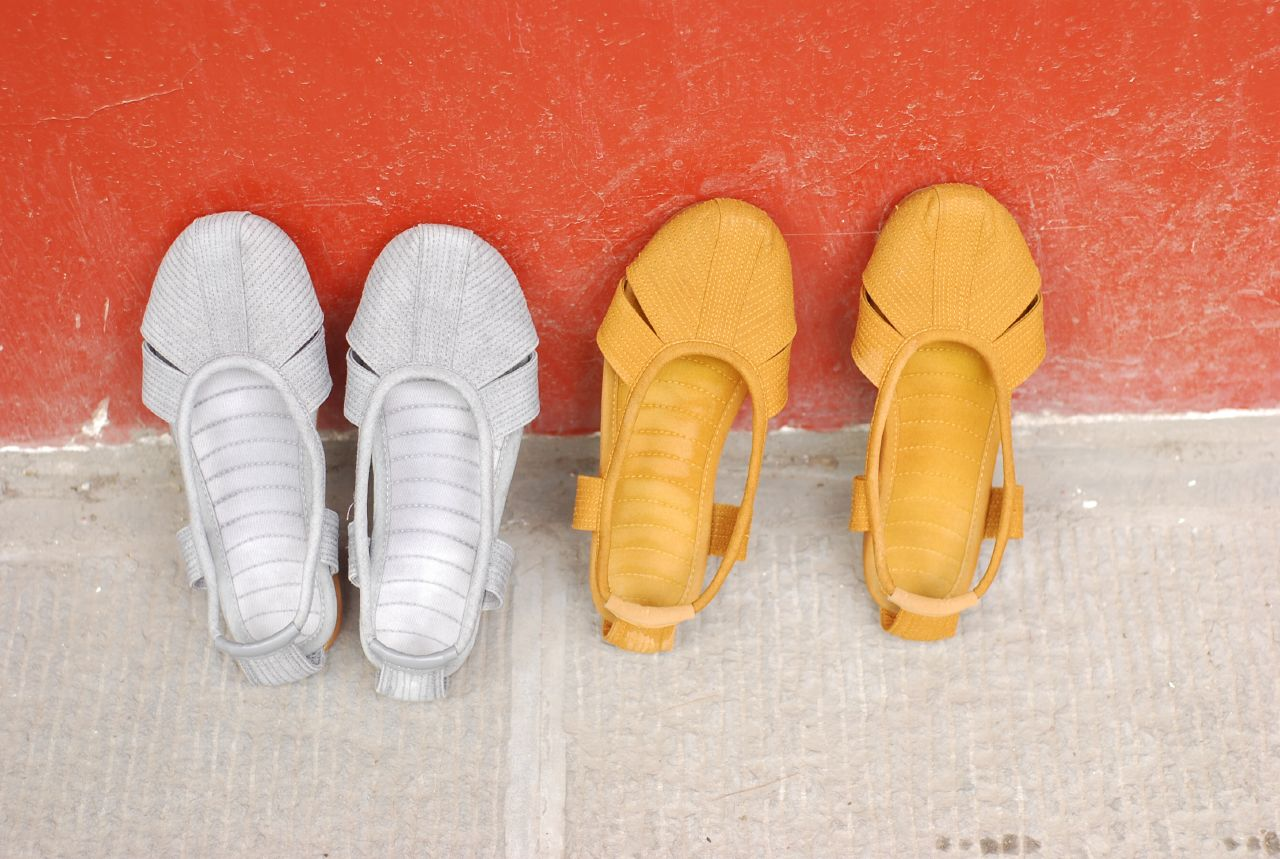
В буддийских храмах принято снимать обувь или надевать сменную.

Для обретения заслуг верующие могут пожертвовать ступу или изображение Будды. В большинстве буддийских традиций образы Будды считаются не только символами, но и святынями, наполненными духовной силой, связанной с Тремя драгоценностями и приверженностью верующих, что отражено в церемониях освящения и легендах. Также широко почитают реликвии, потому что они рассматриваются как воплощение Будды. Некоторые буддисты считают, что реликвии обладают сверхъестественными способностями, например, могут воспроизводить сами себя. В храмы, где хранятся знаменитые реликвии, например, а храм Зуба Будды на Шри-Ланке, приходят поклониться тысячи людей в день, такие святыни становятся национальными достопримечательностями. Ступы почитают не только за реликвии; буддисты считают, что они символизируют состояние просветления.
Буддийские храмы могут быть построены в местах, которое считается священным по соображениям геомантии или расположения на паломническом пути.
В буддийских храмах принято снимать обувь или менять её. В древние времена обувь была символом статуса, поэтому такой жест выражал смирение. Это также обусловлено стремлением сохранить территорию храма в чистоте. Другой обычай заключается в том, чтобы помещать изображение Будды на самое высокое место в помещении, чтобы головы верующих не оказались выше изображения. Также категорически запрещено вытягивать в сторону образа свои ноги.

## Праздники и дни усиленной практики

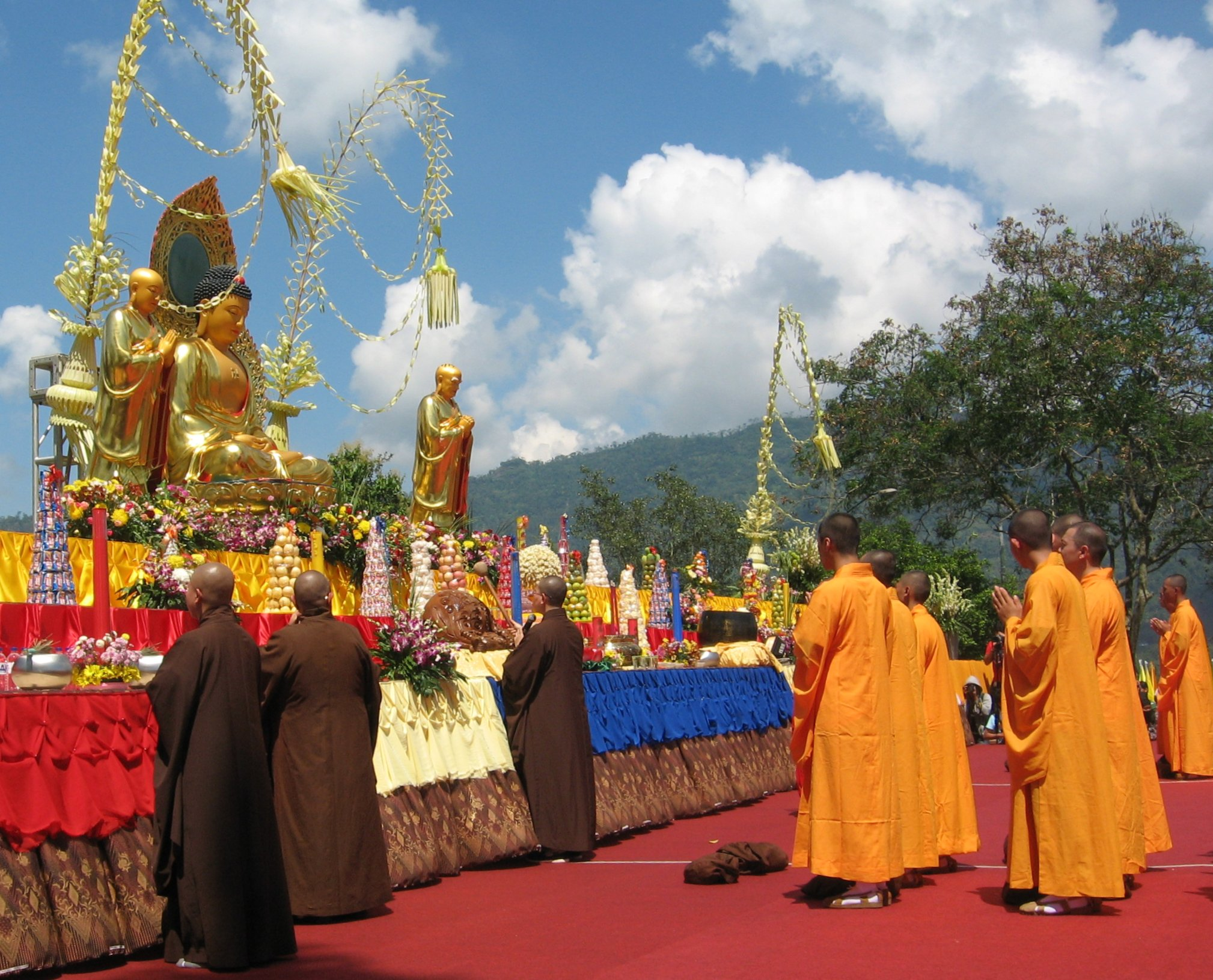
Церемония Весак в Боробудуре, Индонезия.

Во всех буддийских традициях есть праздники, во время которых верующие совершают обряд почитания. Многие из них имеют буддийское происхождение, у других добуддийские культурные корни связаны с сельскохозяйственным годичным циклом, национальными божествами или важными событиями в местной истории. Во многих странах Тхеравады традиционный Новый год отмечается в середине календарного года, когда соблюдаются определённые буддийские обычаи. Верующие совершают ритуалы покаяния, а также выпускают на волю животных. Другими важными праздниками являются Весак, Асалха пуджа, Паварана и Катхина. Весак — это день, в который празднуют рождение, просветление и паринирвану Будды Гаутамы. Однако в некоторых странах эти три события отмечаются в разные дни.
В странах Восточной Азии также отмечаются многие из этих праздников, но есть и местные фестивали с до-буддийским происхождением в сочетании с буддийскими элементами. Примером может служить Фестиваль голодных духов, на котором вспоминают о том, как Маудгальяяна передал свои заслуги покойной матери. Этот праздник берет начало в конфуцианских идеалах сыновней почтительности. Некоторые буддийские праздники проводят в честь определённого текста Дхармы. Например, тайский фестиваль Тхет Махачат посвящён декламации Вессантара джатаки .
Помимо праздников в буддизме есть дни усиленной практики (пали uposatha), которые отмечают по древнему индийскому лунному календарю . В дни упосатхи верующие посещают местный храм, чтобы совершить дану, взять на себя пять или восемь священных обетов, послушать наставления и заняться медитацией. В других традициях также есть подобные мероприятия, проводимые c разной периодичностью (раз или два раза в месяц, еженедельно или ежедневно). Кроме того, во время монашеской вассы многие миряне уделяют больше временем чтению текстов и медитации.